# Pachybrachis kaplini
Pachybrachis kaplini es una especie de insecto coleóptero de la familia Chrysomelidae.
Fue descrita científicamente en 1986 por Lopatin.